# Arsuf
Arsuf  en hebreo: ארסוף, ארשוף, en árabe: أرسوف, también conocida como Arsur o Apolonia) fue una antigua ciudad y fortaleza situada en Israel, a unos 15 kilómetros al norte de la actual Tel Aviv, en lo alto de un acantilado al Mar Mediterráneo. La ubicación de la ciudad fue excavada intensamente desde 1994. En el año 2002, se abrió en este lugar el parque nacional de Apolonia.
La Arsuf moderna es un pequeño asentamiento al norte de Apolonia de Palestina habitada por 90 habitantes en un área de 25 hectáreas.

## Historia
Fundada por los fenicios en el siglo VI o V a. C. y llamada Arshuf en honor a Reshef, el dios cananeo de la fertilidad y los infiernos. Entonces fue una parte del Imperio aqueménida y gobernada desde Sidón. Los fenicios de Arshuf producían un precioso tinte púrpura, obtenido a partir del caracolas de mar, que era exportado al Egeo. 
Durante el periodo helenístico fue una ciudad portuaria, gobernada por los seleúcidas y rebautizada como Apolonia, ya que los griegos identificaban a Reshef con Apolo.

### Época romana
Bajo los romanos, la ciudad se engrandeció. Fue un asentamiento importante entre Jaffa (Haifa o Haffa) y Cesarea Marítima a lo largo de la Vía Maris, la carretera de la costa. En el año 113, Apolonia fue destruida parcialmente por un terremoto, pero se recuperó rápidamente. El puerto fue construido, y el comercio con Italia y el África del norte desarrollado.
Durante el Imperio bizantino, la ciudad se extendió y llegó a cubrir un área de 50 acres. En los siglos V y VI fue la segunda ciudad del valle de Sharon tras Cesarea, poblada por cristianos y samaritanos; era de destacar su elaborada iglesia y su próspera industria del vidrio.
En el año 640 la ciudad fue ocupada por los musulmanes y su nombre semítico de Arsuf restaurado. El área de la ciudad se redujo a unos 22 acres y, por primera vez, fue rodeada por una muralla con contrafuerte para rechazar los frecuentes ataques de las flotas bizantinas. Se construyeron grandes mercados, y se desarrolló la producción de cerámica. En el año 802, tras la muerte de Harun al Rashid, la comunidad samaritana fue destruida y su sinagoga derruida.
En el año 1101 Arsuf cayó ante el ejército cruzado mandado por Balduino I de Jerusalén. Los cruzados, que la denominaron Arsur, reconstruyeron las murallas de la ciudad y crearon la Orden de Arsur en el reino de Jerusalén. En el año 1187, Arsuf fue capturada por los musulmanes, pero fue reconquistada por los cruzados en septiembre de 1191 tras una batalla entre Ricardo I de Inglaterra y Saladino.
Juan de Ibelín, Señor de Beirut. (1177-1236) consiguió ser Señor de Arsur en 1207 cuando se casó con Melisenda de Arsur (nacida alrededor de 1170). Su hijo Juan de Ibelín (hacia 1211-1258) heredó el título, el cual pasó después al mayor de sus hijos, Balián de Ibelín (1239-1277) que construyó nuevas murallas, la gran fortaleza y un puerto nuevo (1241). Desde 1261 la ciudad fue gobernada por los Caballeros hospitalarios.

### Destrucción
En el año 1265, el sultán Baibars, gobernador de los mamelucos, capturó Arsur tras cuarenta días de sitio. Los mamelucos redujeron a sus cimientos las murallas y la fortaleza para prevenir la vuelta de los cruzados. La destrucción fue tal que en el lugar no ha habido ningún asentamiento desde entonces.